# III. Kerületi TUE
El III. Kerületi TUE, anteriorment conegut com a III. Kerületi TVE, és un club de futbol hongarès de la ciutat de Budapest.

## Història
El club va ser fundat el 24 de gener de 1887. Els seus colors són el blau i el blanc. En el seu palmarès cal destacar la copa hongaresa assolida la temporada 1930-31 en la qual derrotà el Ferencvárosi TC per 4-1.
Evolució del nom:
- 1887-1926: III. kerületi Torna és Vívó Egylet
- 1926-1927: III. ker. Torna és Vívó Atlétikai Club
- 1927-1937: III. kerületi Football Club
- 1937-1941: III. kerületi TVE
- 1941-1942: III. Kerületi Árpád
- 1942-1943: Árpád Magyar Országos Véderő Egylet Óbudai Torna Egylet
- 1943-1944: OTE-III. Kerület
- 1945-1946: III. ker. MaDISz TVE
- 1946-1949: III. Kerületi TVE
- 1949-1950: III. ker. Textilmunkás
- 1951-1952: III. Kerületi Vörös Lobogó SK
- 1952-1956: Vörös Lobogó Textilfestő
- 1957-1959: III. Kerületi TVE
- 1959-1991: III. ker. Textilfestő Torna és Vívó Egylet
- 1991-1998: III. Kerületi TVE
- 1998-1999: III. Kerület FC
- 1999-2000: III. Kerület FC-Auto Trader
- 2002-2012: III. Kerületi Testnevelési Utánpótlás Egyesület
- 2012-:avui: III. kerületi Torna és Vívó Egylet

## Palmarès
- Copa d'Hongria: 
  - 1930-31